# Brandon Frazier
Brandon Michael Frazier (Phoenix, 19 novembre 1992) è un pattinatore artistico su ghiaccio statunitense vicecampione olimpico in carica in coppia con Alexa Knierim, con cui ha conquistato la medaglia d'argento alle Olimpiadi invernali di Pechino 2022 nell'evento a squadre di pattinaggio artistico.

## Con Knierim
| Internazionali | Internazionali | Internazionali | Internazionali |
| Evento | 2020–21        | 2021–22        | 2022–23        |
| --- | -------------- | -------------- | -------------- |
| Giochi olimpici invernali |                | 6°             |                |
| Campionati mondiali | 7°             | 1°             | 2°             |
| GP Finale |                |                | 2°             |
| GP Trophée Eric Bompard |                | 3°             |                |
| GP Skate America | 1°             | 4°             | 1°             |
| GP John Wilson Trophy |                |                | 1°             |
| GP Golden Spin |                | 5°             |                |
| John Nicks Pairs Challenge |                | 1°             |                |
| Cranberry Cup |                | 2°             |                |
| Nazionali |                |                |                |
| Campionato statunitense | 1°             | R              | 1°             |
| Eventi a squadre |                |                |                |
| Olimpiadi |                | 1º S           |                |
| World Team Trophy | 2° S 2° P      |                | 1° S 1° P      |
| A = Assegnati; R = Ritirati S = Risultato della squadra; P = Risultato personale Medaglie assegnate solo per il risultato della squadra. |                |                |                |

## Con Denney
| Internazionali                  | Internazionali | Internazionali | Internazionali | Internazionali | Internazionali | Internazionali | Internazionali | Internazionali |
| Evento                          | 2011–12        | 2012–13        | 2013–14        | 2014–15        | 2016–17        | 2017–18        | 2018–19        | 2019–20        |
| ------------------------------- | -------------- | -------------- | -------------- | -------------- | -------------- | -------------- | -------------- | -------------- |
| Campionati mondiali             |                |                |                | 12°            | 20°            |                |                |                |
| Quattro continenti              |                |                | 4°             | 7°             | 8°             |                | 5°             |                |
| GP Trophée Eric Bompard         |                |                |                |                |                |                | R              | 3°             |
| GP NHK Trophy                   |                |                | 5°             |                |                |                |                |                |
| GP Rostelecom Cup               |                |                |                | 4°             |                |                |                |                |
| GP Skate America                |                |                |                | 2°             | 2°             | 7°             |                | 3°             |
| GP Skate Canada                 |                |                | 5°             |                | 4°             | 7°             | 6°             |                |
| CS Autumn Classic International |                |                |                | 2°             |                |                | 3°             |                |
| CS Golden Spin                  |                |                |                |                | 4°             |                |                |                |
| CS Lombardia Trophy             |                |                |                | 1°             |                |                |                |                |
| CS Nebelhorn Trophy             |                |                |                |                |                |                |                | 6°             |
| CS Ondrej Nepela Trophy         |                |                |                |                | 4°             |                |                |                |
| CS U.S. Classic                 |                |                |                |                |                | 4°             |                |                |
| Nepela Trophy                   |                |                | 4°             |                |                |                |                |                |
| Internazionali: Junior          |                |                |                |                |                |                |                |                |
| Campionati mondiali             | 4°             | 1°             |                |                |                |                |                |                |
| JGP Austria                     | 7°             |                |                |                |                |                |                |                |
| JGP Lettonia                    | 8°             |                |                |                |                |                |                |                |
| JGP USA                         |                | 4°             |                |                |                |                |                |                |
| Nazionali                       |                |                |                |                |                |                |                |                |
| Campionato statunitense         | 1° J           | 5°             | 5°             | 2°             | 1°             | 5°             | 2°             | 5°             |
| J = Junior                      |                |                |                |                |                |                |                |                |